# Großsteingräber bei Rosenberg
Die Großsteingräber bei Rosenberg waren zwei megalithische Grabanlagen der jungsteinzeitlichen Trichterbecherkultur bei Rosenberg, einem Ortsteil von Brüsewitz im Landkreis Nordwestmecklenburg (Mecklenburg-Vorpommern). Sie wurden 1805 durch Friedrich Wilhelm Zinck untersucht und wohl wenig später zerstört. Ihre genaue Lage ist nicht überliefert.

## Beschreibung

### Grab 1
Grab 1 war als „Reesen-Heege“ (Riesenhege) oder „Steenreege“ (Steinreihe) bekannt. Es handelte sich um ein nord-südlich orientiertes kammerloses Hünenbett mit einer Länge von 24 Fuß (ca. 7,2 m) und einer Breite von 12 Fuß (ca. 3,6 m). Es besaß eine Hügelschüttung und eine Umfassung, von der bereits vor 1805 einige Steine entfernt worden waren. Die Hügelschüttung enthielt zahlreiche Funde: Im Nordwesten lag ein Feuerstein-Beil, im Südosten mehrere Bernstein-Perlen, drei Beile, mehrere nicht aufbewahrte Keramikgefäße sowie in einem der Gefäße zwei querschneidige Pfeilspitzen; im Süden wurden weitere 20 Bernstein-Perlen, zwei Beile und 16 Feuerstein-Klingen gefunden. Eine eiserne Axt ohne nähere Fundortangabe könnte aus einer Nachbestattung stammen. Die geborgenen Funde gelangten zunächst nach Ludwigslust und später in die Sammlung des heutigen Archäologischen Landesmuseum Mecklenburg-Vorpommern nach Schwerin, sind aber wohl nicht mehr erhalten.

### Grab 2
Das als „Reesen-Kapelle“ (Riesen-Kapelle) bezeichnete Grab 2 besaß einen unregelmäßigen Kreis aus tief in der Erde steckenden Steinen mit einem Durchmesser von 30 Fuß (ca. 9 m). Weiterhin standen seitlich noch einige große Steine. Hierbei dürfte es sich um die Umfassung gehandelt haben. Über die Grabkammer liegen keine Informationen vor, der genaue Grabtyp lässt sich somit nicht bestimmen. In der Anlage wurden lediglich Asche, Holzkohle und einige Gefäßscherben gefunden, die nicht aufbewahrt wurden.